# Ixikisme
L'ixikisme (turc: Işıkçılık o Işık Aleviliği), també conegut com a çinarisme o alevisme ixik, és una religió sincrètica i un moviment religiós entre molts alevis que han desenvolupat una interpretació alternativa de l'alevisme i la seva història. Ha estat organitzat per l'escriptor Erdoğan Çınar, amb la publicació del seu llibre Aleviliğin Gizli Tarihi (‘La història secreta de l'alevisme’) l'any 2004. El llibre d'Erdoğan Çınar va rebre moltes crítiques de les figures religioses alevis.
El moviment ixik sosté que el terme alevi deriva dels antics luvis d'Anatòlia i que luvi significa ‘persones de llum’ en llengua hitita, mentre que segons la interpretació tradicional alevi prové de l'àrab علوي, ‘alawī i, per tant, significa ‘seguidors d'Alí’.